# Ozodiceromya univittata
Ozodiceromya univittata är en tvåvingeart som först beskrevs av Luigi Bellardi 1861.  Ozodiceromya univittata ingår i släktet Ozodiceromya och familjen stilettflugor. Inga underarter finns listade i Catalogue of Life.